# Kastel, Gabrovo
Kastel (în bulgară Кастел) este un sat în comuna Sevlievo, regiunea Gabrovo,  Bulgaria. 

## Demografie
Componența etnică a satului Kastel
     Turci (9,3%)
     Bulgari (90,69%)
     Nicio identificare (0%)
     Altele (0%)
La recensământul din 2011, populația satului Kastel era de 43 locuitori. Din punct de vedere etnic, majoritatea locuitorilor (90,69%) erau bulgari, cu o minoritate de turci (9,3%). Pentru 0% din locuitori nu este cunoscută apartenența etnică.